# Wijnbouw in Japan

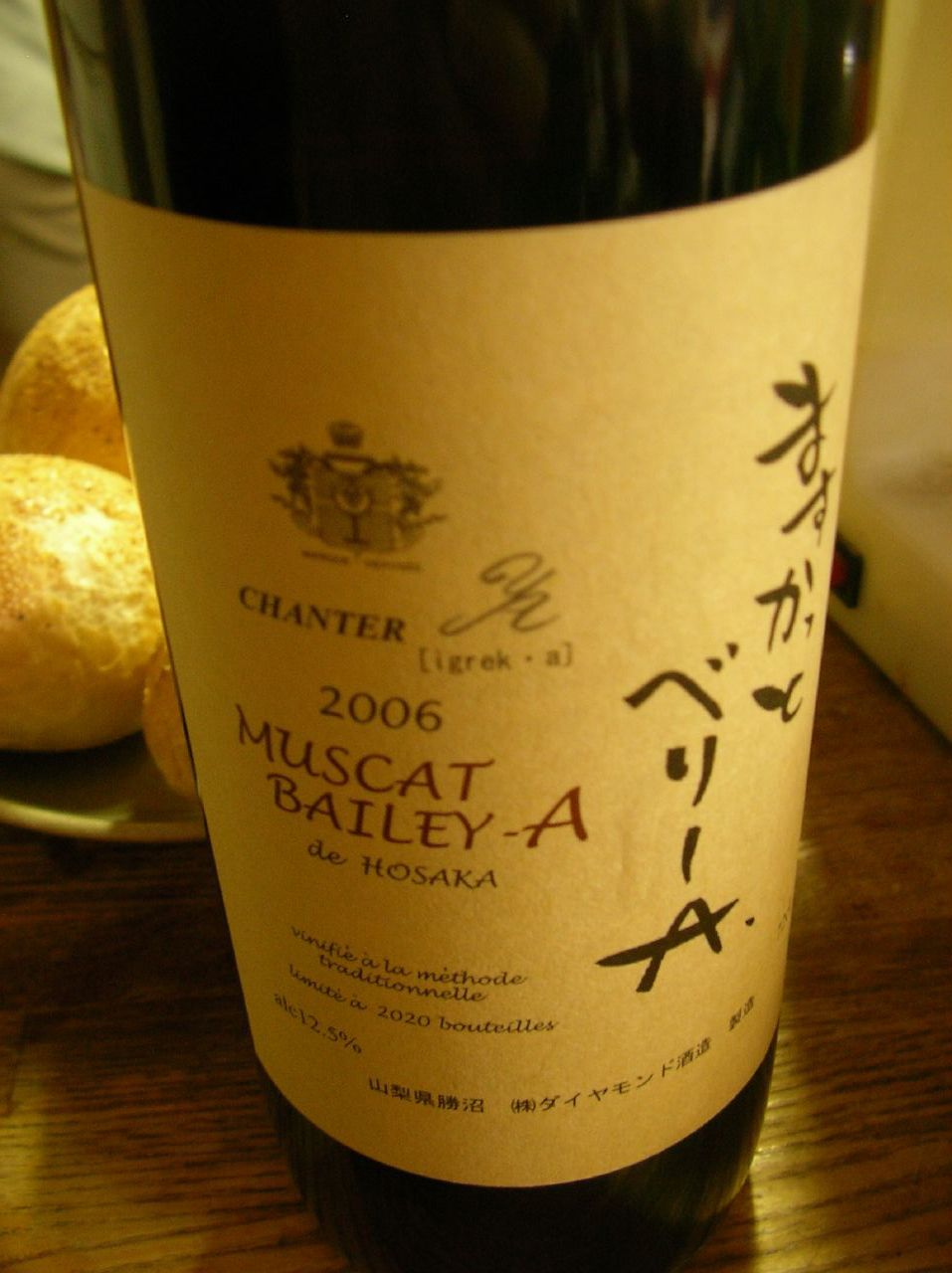
Japanse wijn van de Muscat Bailey-A druif

Wijnbouw in Japan is nog in volle ontwikkeling. Mede door oenologische kennis - opgedaan in wijnlanden van de Oude Wereld - en de algemene interesse bij de consument voor “westerse” wijn, groeit de interesse. 
Begin 21e eeuw wordt er tot zo’n 1,5 miljoen hectoliter wijn per jaar geproduceerd op ruim 20.000 hectare met druivenstokken beplant areaal.

## Geschiedenis
Al in de oudheid kwam in Japan een wilde druif Vitis amurensi voor. Via de Chinese zijderoute bereikte de edele druif Vitis vinifera in de 12e eeuw het land.
Vanaf midden 16e eeuw werd er door Portugese Jezuïeten wijn gemaakt. Tot zij honderd jaar later, ten tijde van de Edoperiode, het land werden uitgezet. Pas tegen het eind van de 19e eeuw, na de Meiji-restauratie, kreeg de wijnbouw in Japan weer enige betekenis.
Uit oude documenten van een inwoner van het plaatsje Katsunuma (de huidige stad Koshu) blijkt dat er in 1878, ten tijde van de wereldtentoonstelling in Parijs, contact was met Charles Baltet uit Troyes. Van deze boomkweker leerde hij over druiventeelt en de productie van wijn. Mogelijk hierom hebben sommige wijngaarden nabij de vulkaan Fuji Franse namen. Bijvoorbeeld Clos St. Sophie Balta, welke refereert aan Baltet. Zo ook ligt er Montgueux, de naam van een Frans dorpje.

## Wijnwetgeving
In Japan gaat men nog soepel om met regels omtrent vinificatie. Bij eenvoudige wijnen is chaptalisatie en versnijden toegestaan. Ook mag er gebruikgemaakt worden van geïmporteerde druiven en most. Voor de “kwaliteitsklasse” gelden wel striktere regels.
De wijnwetgeving omtrent de herkomstbenaming is in ontwikkeling en wordt Gensanchi Hyōji genoemd. Onderhand heeft men in Japan al de volgende vrijwillige afspraken gemaakt,
- Aanduiding van herkomst
- Aanduiding van gebruikte druivensoorten
- Het oogstjaar
- Terughoudend in het gebruik van beschermde westerse benamingen. Zoals: Beerenauslese, Premier grand cru classé en dergelijke.

Voorts is het verplicht te vermelden,
- Naam van de wijn
- Naam van de producent dan wel importeur
- Toevoegingen zoals antioxidanten en conserveermiddelen (sulfiet)
- Alcoholgehalte
- Inhoudsmaat

Op het etiket van Japanse wijn moet “Kokunai” staan vermeld. Wijn die geïmporteerd is “Yunyu san”. Buitenlandse wijn krijgt hierdoor een extra etiket waarop ook de oorspronkelijke “westerse” informatie in het Japans wordt weergegeven.

## De wijnbouw

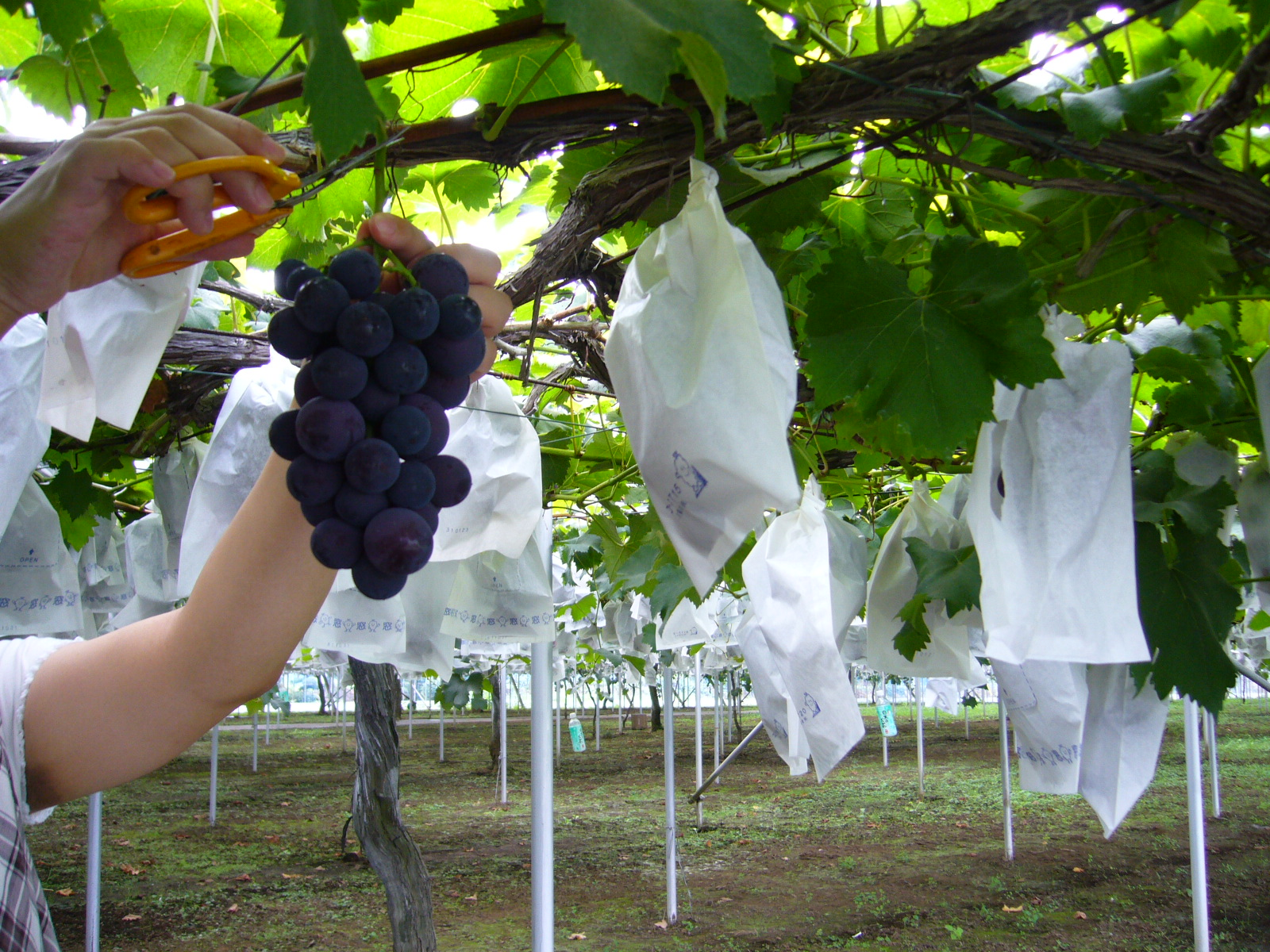
Druiventeelt in Katori (Chiba)

De omstandigheden waarin de wijnbouw in Japan plaatsvindt zijn bijzonder. De bodem is op de meeste plaatsen erg zuur en klimatologisch heeft men te maken met een hoge luchtvochtigheid en tyfoons. Dit zijn omstandigheden waarin de Europese druiven Vitis vinifera veel hinder ondervinden van schimmels. Hiertegen zijn de Amerikaanse soorten beter  bestand, wat wel in de smaak sterk terug te vinden is. Voor witte wijn wordt er de Delaware gebruikt, voor de rode de Campell’s Early. In mindere mate ook wel de lokale Koshu voor witte wijn. Hoewel deze het best bestand is tegen het Japanse klimaat bevat de druif weinig suikers of evenwichtige zuren. Bekende en gebruikte hybride-druiven zijn de Muscat Bailey A en de Black Queen.
Voor kwaliteitswijnen gebruikt men toch steeds meer Europese druiven. Witte druiven: Chardonnay, Sémillon en Chasselas Blanc en blauwe druiven: Cabernet Sauvignon, Merlot en Malbec.

## Gebieden
Het vulkanische Japan bestaat hoofdzakelijk uit vier grote eilanden. Op drie daarvan wordt wijnbouw van enige betekenis uitgeoefend.
Hokkaido

Dit is het meest noordelijke eiland waar de stad Sapporo gelegen is. Nabij deze stad en Kushiro vindt wijnbouw plaats.
Honshu

Op dit grootste eiland liggen de meeste wijngaarden. Met name honderd kilometer ten westen van Tokio, rondom de prefectuur Yamanashi. Hier komt dan ook één derde van de Japanse wijnproductie vandaan. Vooral de Europese druiven doen het hier goed. Voorts bij de steden Yamagata, Nagano en Osaka. Ook nabij Tokio zelf vindt wijnbouw plaats.
Kyushu

Het meest zuidelijk gelegen eiland nabij de stad Fukuoka.